# Fast Life (Hadise)
Fast Life è il terzo album in studio della cantante turco-belga Hadise, pubblicato nel 2009.

## Descrizione
Con il brano Düm Tek Tek l'artista ha partecipato all'Eurovision Song Contest 2009 in rappresentanza della Turchia.

## Tracce
1. Düm Tek Tek – 3:02
2. Fast Life – 3:01
3. Supernatural Love – 3:41
4. Long Distance Relationships – 3:12
5. Hero – 3:35
6. Married Men – 3:04
7. On Top – 3:39
8. Obsession – 4:04
9. Double Life – 3:21
10. First Steps – 2:55
11. I'll Try Not to Cry – 3:02
12. Düm Tek Tek (Club Mix) – 4:03